# 柴垵塭
柴垵塭，又稱北垵仔塭、葫蘆礁、肉礁，為台灣澎湖縣望安鄉的一個島嶼，面積約0.0011平方公里，為澎湖南方四島國家公園中面積最小的島嶼。島嶼位於西吉嶼北方50公尺處。